# Кенет Кранам
Кенет Кранам (енгл. Kenneth Cranham; Данфермлин, 12. децембар 1944), је шкотско енглески позоришни, филмски и ТВ глумац.
Усавршавао се у Националном позоришту младих Велике Британије (National Youth Theatre of Great Britain). Његови филмови укључују Оливер!, Господари пакла 2: Осуђени на пакао, Под сумњом, Гангстер број 1, У вртлогу злочина, Пандури у акцији, Операција Валкира и Грдана: Зла вила.